# 亚历山德罗·安德烈
亚历山德罗·安德烈（義大利語：Alessandro Andrei，1959年1月3日—），意大利男子田径运动员。他曾代表意大利参加1984年、1988年和1992年夏季奥林匹克运动会田径比赛，获得一枚金牌。